# 호치키스 M1922 기관총
호치키스 M1922 기관총(영어: Hotchkiss M1922) 또는 호치키스 1922(프랑스어: Hotchkiss 1922)는 프랑스 호치키스 주식회사가 개발 및 제작한 경기관총이다. 1922년에 나온 기관총은 개량된 개머리판과 소총 총대의 손잡이, 그리고 목재 총열 덮개로 구성된 전통적인 총기였다. 프랑스군은 이 기관총을 다수 운용하지 않았지만, 호치키스 M1926와 호치키스 M1934라는 이름 하에 라틴아메리카와 유럽 및 중동 각국에 수출되었다. 그리스군이 그리스-이탈리아 전쟁 당시 효과적으로 운용하였고, 중일 전쟁 당시 국민혁명군, 그리고 스페인 내전 당시 많은 국민파와 몇몇 스페인 제2공화국 군대가 호치키스 M1922를 운용했다.

## 같이 보기
- 호치키스 M1929 기관총